# Thalassema ovatum
Thalassema ovatum är en djurart som tillhör fylumet skedmaskar, och som beskrevs av Sluiter, C.P. 1902. Thalassema ovatum ingår i släktet Thalassema och familjen Echiuridae. Inga underarter finns listade i Catalogue of Life.